# Нестеров, Анатолий Александрович
Анатолий Александрович Нестеров — советский хозяйственный деятель.

## Биография
Родился в 1931 году в деревне Подберезье. Член КПСС.
В 1951—1991 гг. — электрик, бригадир, начальник цеха завода имени первого Коммунистического добровольческого отряда на станции Большая Вишера Новгородской области, начальник цеха, конструктор, главный механик завода «Волна», директор завода «Комета», генеральный директор НПО «Комплекс».
Делегат XXVII съезда КПСС.
Почётный гражданин Великого Новгорода (2001). Почётный гражданин Новгородской области (2015).
Умер в Новгороде в 2021 году.